# Гватемальско-эмиратские отношения
Гватемальско-эмиратские отношения — двусторонние дипломатические отношения между Гватемалой и ОАЭ. Отношения были установлены 15 декабря 1992 года.

## История отношений
Отношения между странами были установлены  15 декабря 1992 года.
В 2015 году Гватемала вручила верительные грамоты вице-президенту и премьер-министру шейху Мохаммеду ибн Рашиду Аль Мактуму.
17 ноября 2019 года Гватемала открыла постоянное посольство в Объединённых Арабских Эмиратах.

## Торговля

### Экспорт Гватемалы в ОАЭ
В 2022 году Гватемала экспортировала в ОАЭ 86,4 миллиона долларов. Основные продукты экспорта в ОАЭ: мускатный орех, мускатная паста и кардамон (72,3 миллиона долларов), кофе (1,48 миллионов долларов) и перец (1,05 миллионов долларов). За последние 5 лет экспорт Гватемалы в ОАЭ увеличился в годовом исчислении на 77,3%, с 4,93 миллионов долларов в 2017 году до 86,4 миллионов долларов в 2022 году.

### Экспорт ОАЭ в Гватемалу
В 2022 году ОАЭ экспортировали в Гватемалу 6,99 миллионов долларов. Основные продукты экспорта в Гватемалу: необработанная пластиковая пленка (7,22 миллионов долларов), неглазурованная керамика (3,97 миллионов долларов) и мускатный орех, мускатная паста и кардамон (2,56 миллионов долларов). За последние 5 лет экспорт ОАЭ в Гватемалу увеличился в годовом исчислении на 185%, с 37,3 тысяч долларов в 2017 году до 6,99 миллионов долларов в 2022 году.

## Дипломатические миссии
- У Гватемалы есть посольство в Абу-Даби[6]
- У ОАЭ есть аккредитированное посольство в Мехико, Мексика[7]